# Аполянська сільська рада
Аполянська сільська́ ра́да — колишні адміністративно-територіальна одиниця та орган місцевого самоврядування в Уманському районі Черкаської області. Адміністративний центр — село Аполянка.

## Загальні відомості
- Населення ради: 578 осіб (станом на 2001 рік)

## Населені пункти
Сільській раді були підпорядковані населені пункти:
- с. Аполянка

## Склад ради
Рада складалася з 12 депутатів та голови.
- Голова ради: Філіпенко Петро Андрійович

### Керівний склад попередніх скликань
| Прізвище, ім'я, по батькові | Основні відомості                                                                       | Дата обрання | Дата звільнення |
| --------------------------- | --------------------------------------------------------------------------------------- | ------------ | --------------- |
| Філіпенко Петро Андрійович  | Сільський голова, 1960 року народження, освіта середня спеціальна, безпартійний         | 26.03.2006   | 31.10.2010      |
| Філіпенко Петро Андрійович  | Сільський голова, 1960 року народження, освіта середня спеціальна, член Партії регіонів | 31.10.2010   |                 |

Примітка: таблиця складена за даними сайту Верховної Ради України

### Депутати
За результатами місцевих виборів 2010 року депутатами ради стали:

#### За суб'єктами висування
| Суб'єкт висування | Кількість обраних депутатів | %   |
| ----------------- | --------------------------- | --- |
| Партія регіонів   | 12                          | 100 |

#### За округами
| № округу        | Прізвище, ім'я, по батькові   | Дата визнання обраним | Освіта             | Партійна приналежність | Відомості про обраного депутата                         |
| --------------- | ----------------------------- | --------------------- | ------------------ | ---------------------- | ------------------------------------------------------- |
| Партія регіонів |                               |                       |                    |                        |                                                         |
| 1               | Ковальський Петро Петрович    | 31.10.2010            | вища               | позапартійний          | пенсіонер                                               |
| 2               | Прокоп'юк Ніна Федорівна      | 31.10.2010            | середня спеціальна | позапартійна           | пенсіонер                                               |
| 3               | Мороз Ніна Павлівна           | 31.10.2010            | середня спеціальна | позапартійна           | Аполянська сільська бібліотека, бібліотекар             |
| 4               | Ковальчук Микола Васильович   | 31.10.2010            | вища               | позапартійний          | ТОВ «Прометей» с. Аполянка, головний агроном            |
| 5               | Мазур Віталій Іванович        | 31.10.2010            | середня            | позапартійний          | ТОВ «Прометей» с. Аполянка, енергетик                   |
| 6               | Громадський Микола Вікторович | 31.10.2010            | середня            | позапартійний          | ТОВ «Прометей» с. Аполянка, механізатор                 |
| 7               | Близнюк Володимир Миколайович | 31.10.2010            | вища               | позапартійний          | Уманська міська лікарня, лікар-терапевт                 |
| 8               | Лелека Ігор Андрійович        | 31.10.2010            | вища               | член Партії регіонів   | Аполянська сільська рада, головний бухгалтер            |
| 9               | Бабій Віктор Іванович         | 31.10.2010            | середня            | позапартійний          | ТОВ «Прометей» с. Аполянка, водій                       |
| 10              | Варв'янська Тамара Петрівна   | 31.10.2010            | середня спеціальна | позапартійна           | Аполянський фельдшерський пункт, молодша медична сестра |
| 11              | Громадська Ірина Сергіївна    | 31.10.2010            | вища               | позапартійна           | ТОВ «Прометей» с. Аполянка, кухар                       |
| 12              | Осауленко Віктор Кіндратович  | 31.10.2010            | середня спеціальна | член Партії регіонів   | ТОВ «Прометей» с. Аполянка, головний інженер            |